# Semion Raïtch
Semion Egorovitch Raïtch (Семён Его́рович Ра́ич ; né Amphitheatrov le 15 (26) septembre 1792 au village de Raï-Vyssokoïe dans le gouvernement d'Orel et mort le 28 octobre (9 novembre) 1855 à Moscou), est un pédagogue, poète, traducteur de la poésie antique  et de la poésie italienne. Il fut le professeur de Tiouttchev, Lermontov, A. Mouraviov.

## Biographie
Son père est un simple prêtre de village du nom de Gueorgui (Egor) Nikititch Amphitheatrov et il devient orphelin à l'âge de sept ans. Il entre au petit séminaire à l'âge de dix ans, où son frère aîné Fiodor (1779-1857) enseigne. Ensuite le séminaire déménage à Orel. Le jeune homme n'entre pas dans les ordres et préfère intégrer l'université de Moscou. Il change son nom en celui de Raïtch. Il suit des cours, en tant qu'auditeur libre, entre 1815 et 1818 à propos d'éthique et de politique, puis entre en thèse à la faculté juridique. Il termine en 1822 le département de lettres et défend sa thèse le 22 octobre 1822 : Raisonnement sur la poésie didactique.
Depuis la fin du séminaire, il gagnait sa vie en donnant des cours privés ou en étant précepteur à demeure de jeunes gens ou de jeunes filles, tels que Fiodor Tiouttchev, Evguenia Soukhovo-Kobylina (dont le nom de plume sera Evguenia Tour), N.N. Cheremetieva, A.N. Nadorjinskaïa, etc. Il écrit plus tard dans ses Mémoires qu'il « était destiné à apprendre et à enseigner toute sa vie. » À la fin de la décennie 1810, il est cofondateur de la Société du rire fort dont on compte parmi les membres le prince Fiodor Chakhovskoï, Mikhaïl Fonvizine, ou Andreï Mouraviov, proches alors des futurs décembristes et qui tentent de le rallier à leurs idées libérales. Raïtch était membre jusqu'en 1821 de l'Union de la prospérité, futur noyau du décembrisme, ce qui lui vaut en 1826 d'être surveillé, avant que toute enquête ne soit écartée. Il était également membre de la Société libre des amateurs des lettres russes depuis 1821 et un an plus tard de la Société des amateurs des lettres russes, auprès de l'université de Moscou. Vers 1822-1823, il se met à la tête d'un petit cercle d'amis traitant de littérature. On y compte le poète Mikhaïl Dmitriev (1796-1866), le dramaturge Alexandre Pissarev (1803-1828), l'historien Mikhaïl Pogodine (1800-1875), le critique littéraire Stepan Chevyriov (1806-1864), le poète Dmitri Oznobichine (1804-1877), le philologue Alexeï Koubarev (1796-1881), le prince Vladimir Odoïevski (1803-1869), Avraam Norov (1795-1869), F.I. Tiouttchev, A.N. Mouraviov, V.I. Obolenski, etc. Certains viennent en passant, d'autres se retrouvent tous les jeudis soir pour lire et parler d'esthétique, traduire des textes du grec ancien, du latin, de l'italien et parfois du français, de l'allemand, de l'anglais et même du perse ou de l'arabe. Le prince D.V. Galitzine (gouverneur-général de Moscou) se joint à eux quelquefois, ainsi que le poète Ivan Dmitriev. C'est de ce cercle que naît la Société des amants de la sagesse (Obchtchestvo lioubomoudria). Il enseigne les lettres de 1827 à 1830 à la pension noble de l'université de Moscou et là encore réunit des étudiants auxquels se joint Mikhaïl Lermontov.
En qualité d'éditeur, Raïtch fait paraître des almanachs littéraires et de poésies, comme Les Nouvelles Aonides (1823), La Lyre du Nord (1827), la revue Galatée (1829-1830 et 1839-1840), quelques numéros du Spectateur russe.
En 1829, il épouse Thérèse Andreïevna Olivier (d'origine française) qui a dix-neuf ans de moins que lui et qui lui donne cinq enfants : Vadim, Nadejda et Sophia et deux fillettes qui meurent en bas âge. Il meurt en 1855 à Moscou. Il est enterré au cimetière Piatnitskoïe de Moscou.

## Œuvre
Raïtch traite dans sa thèse de 1822, Raisonnement à propos de la poésie didactique, de l'égalité de l'utile et de l'agréable en poésie. Dans son œuvre lyrique - surtout des premières années - on rencontre de forts motifs anacréontiques qui chantent la délectation des joies terrestres. D'un autre côté, le poète défend l'esthétique du romantisme : ses œuvres soulèvent la thématique du poète-créateur solitaire en conflit avec la foule. Il décrit le bateau naufragé, les panicauts champêtres abattus, l'alouette esseulée.
En tant qu'éditeur, Raïtch soutient les romantiques, comme Joukovski, Podolinski, Vénévitinov, Tiouttchev. Il est réservé à l'égard de Pouchkine « qui renonce rarement au matériel ». Raïtch expérimente de nouvelles formes et métriques pour rendre au mieux l'expression des sentiments.
À la fin de sa vie, le poète change peu à peu son regard sur le monde et passe de l'épicurisme à l'ascétisme. Il compose son poème Arété qui en quelque sorte représente son autobiographie spirituelle. Cette poésie narrative décrit le parcours de son héros, qui est païen, et qui, après avoir parcouru un long chemin de souffrances et cherché une issue spirituelle, se convertit au christianisme et éprouve enfin le bonheur d'une vie simple à la campagne. Les scènes de vie antique et de persécution des chrétiens dessinent une analogie limpide avec le mode de vie et les événements politiques de la Russie des années 1820-1830.
Semion Raïtch a été publié dans les revues et les almanachs les plus connus de son époque, tels que L'Étoile  polaire ; Mnémosyne ; Les Fleurs du Nord ; Uranie ; La Lyre du Nord ; Le Télégraphe de Moscou ; Galatée ; Le Fils de la Patrie ; Le Moscovite ; L'Athénée. Il écrit à la fin de sa vie un poème à caractère religieux, L'Oiseau de paradis, qui n'est pas publié.
On trouve des réminiscences de Raïtch chez Lermontov. Ainsi ses lignes du Démon (1829) : « Я буду петь, пока поется » (Je veux chanter, chanter, jusqu'à…) rappellent la troisième strophe de La Chanson d'adieu au cercle des amis de Raïtch.
Plusieurs poèmes de Raïtch comme (Le Panicaut champêtre ; Tristesse à la fête ; Au rossignol ; Le Visiteur de la mer Noire) ont été mis en musique par des compositeurs du XIXe siècle, comme Alexandre Varlamov (1801-1848), N. Titov, Théophile Tolstoï (1809-1881). Son poème Aux amis a été mis en musique et fort répandu chez les étudiants russes qui le jouaient à la guitare jusqu'aux alentours des années 1930.

## Traductions
Raïtch a traduit Les Géorgiques de Virgile en 1821. Les hexamètres latins sont rendus en iambes à six pieds rythmés. Les recensions sont contradictoires. Alexandre Bestoujev, dans un article de L'Étoile polaire paru en 1823 et intitulé « Regard sur la littérature ancienne et nouvelle en Russie », le qualifie de « couronne de louange pour sa proximité avec l'original et pour le son de la langue rendu avec fidélité », tandis que l'Académie impériale considère que la traduction est plutôt libre. Cependant, elle lui décerne une médaille d'argent.
Il publie également en quatre tomes la traduction de La Jérusalem délivrée du Tasse en 1828, qu'il ne considère pas comme absolument parfaite, mais les critiques sont fort louangeuses. Il traduit Roland furieux de l'Arioste qui paraît en trois parties (1831, 1833 et 1837), mais la traduction n'est pas terminée et ne rencontre pas l'approbation du public. Il ne traduit que vingt-six chants (sur les quarante-six), dont quinze sont publiés.